# 川津村 (島根県)
川津村（かわつむら）は、島根県八束郡にあった村。現在の松江市上東川津町、下東川津町、西川津町、菅田町にあたる。

## 地理
- 河川：笠無川[2]、川津川[3]
- 山岳：嵩山[4]、熊井山[2]

## 歴史
- 1889年（明治22年）4月1日、町村制の施行により、島根郡東川津村、西川津村が発足[5]。
- 1896年（明治29年）4月1日、郡の統合により上記の2村は八束郡に所属[5]。
- 1903年（明治36年）4月1日、八束郡東川津村、西川津村が合併して川津村を新設[1][6]。
- 1939年（昭和14年）2月11日、松江市に編入され廃止[1][6]。

## 産業
- 農業[1]

## 教育
- 1921年（大正10年）橋本に旧制松江高等学校開校[1]。

## 名所・旧跡・観光地
- 菅田庵（国史跡・名勝）[7]